# Bage'airike Xiang
Bage'airike Xiang (kinesiska: 巴格艾日克乡, 巴格艾日克) är en socken i Kina. Den ligger i den autonoma regionen Xinjiang, i den nordvästra delen av landet, omkring 650 kilometer söder om regionhuvudstaden Ürümqi. Antalet invånare är 4 235. Befolkningen består av 2 081 kvinnor och 2 154 män. Barn under 15 år utgör 20,0 %, vuxna 15-64 år 75 %, och äldre över 65 år 4,0 %.
Genomsnittlig årsnederbörd är 47 millimeter. Den regnigaste månaden är juni, med i genomsnitt 12 mm nederbörd, och den torraste är oktober, med 1 mm nederbörd.